# Charles Pettigrew
Charles Pettigrew (Filadélfia, 12 de maio de 1963 - Filadélfia, 6 de abril de 2001) foi um cantor de Soul e R&B americano.
Pettigrew foi criado na Filadélfia. Ele estudou canto jazz na Berklee College of Music em Boston e foi vocalista da banda Down Avenue. O Down Avenue foi o vencedor do Rock 'n Roll Rumble de 1985 da estação de rádio WBCN.
Em 1992, alcançou o sucesso com o hit Would I Lie to You? ao lado de Eddie Chacon, com quem formou a dupla Charles & Eddie. Entre 1992 e 1995, eles alcançaram o top 40 mais três vezes no Reino Unido.
Em 1998, Pettigrew fez uma turnê com o Tom Tom Club (Chris Frantz e Tina Weymouth), e passou a se juntar ao grupo, co-escrevendo e cantando várias canções até ficar com a saúde frágil demais para se apresentar.
No final da década de 1990, Pettigrew foi diagnosticado com câncer. Ele sucumbiu à doença em 6 de abril de 2001, aos 37 anos.